# Зигмунт Мишковський
Зиґмунт Ґонзаґа Мишковський, або Зигмунт Мишковський (бл. 1562 — 15 липня 1615, Бассано, поблизу Тренто) — великий коронний маршалок  з 1603 року, каштелян, радник короля Сигізмунда III Вази, генеральний староста краківський (з 1608 року), староста Новокорчинський (з 1600),  Віслицький (1600) і Гощинський (1605).

## Життєпис

Варіант гербу Ястребець

Син Зиґмунта з Пшецишува та його дружини Беати Пшерембської. Його виховували кальвіністом.

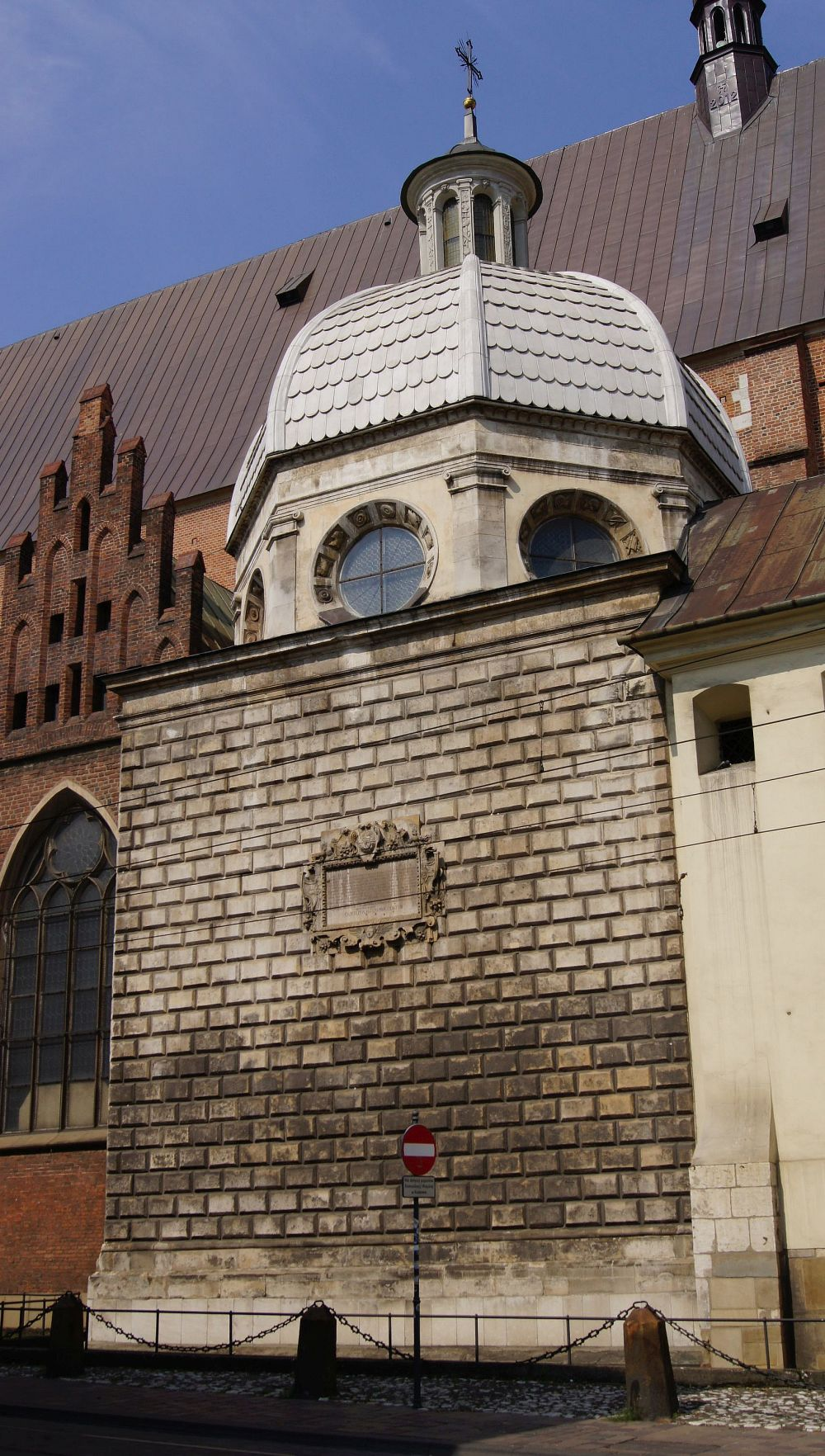
Санті Ґуччі. Каплиця Мишковських костелу домініканців Кракова

1575 разом зі своїм братом Яном навчався в Гайдельберзькому університеті. Після смерті батька опікуном став його дядько[який?],  єпископ краківський Пйотр Мишковський. Саме він переконав хлопців прийняти католицизм. У листопаді 1578 року в домініканському костелі в Кракові відбулася офіційна присяга обох братів Мишковських новому обрядові. Потім Зигмунта відправили на навчання до єзуїтського колегіуму в Сієні, де він перебував при дворі принца Франциска.
Після повернення почав політичну кар'єру. Посол Коронного трибуналу 1590 року, сеймів 1593, 1596, 1598 років (на останніх двох лавірував між таборами прихильників короля та Яна Замойського). 1592 року заснував на землях східніше від Пінчева місто Мірув. Викликав на дуель за несплачений борг радомського каштеляна Яна Фірлея. У січні 1603 року, за прихильності примаса Яна Тарновського, Зигмунт став маршалком великим коронним. Був одним із керівників абсолютистських реформ в Речі Посполитій.
1608 року маршалок великий коронний запропонував Ґабріелю з Городка (Гродецькому) заснувати монастир у Пінчеві, тому той вислав до Польщі кілька монахів-поляків, італійців. Санті Ґуччі, разом з учнями працював на його замовлення (замок, каплиця, лазня).
Зигмунт Мишковський помер під час відвідин Італії. Тіло було перевезене до Кракова, урочисто поховане 17 грудня 1615 року в родинній каплиці.

## Маркграф-ординат
Після смерті свого дядька Пйотра 1591 року, Мишковський успадкував від краківського єпископа, окрім значних сум грошей, два великі маєтки: Пінчів і Хроберський. 1592 року поблизу Пінчева він заснував нове місто - Міров. Через рік він отримав від короля дозвіл на другий ярмарок у Піньчуві. У 1593-1595 роках керував краківськими солеварнями. 1596 року Мишковський разом зі своїм братом Петром отримав від папи Климента VIII титул маркграфа, а 1597 року, під час його перебування в Мантуї, обидва брати Мишковські були прийняті в родину Ґонзаґа.
Герб роду Мишковських - Ястшембець зроблено гідно; на гербі, крім родового герба Мишковських, є кольори та герби родини Ґонзаґа. 1601 року Мишковський отримав від Сигізмунда III Вази на довічне володіння три села Хенцінського повіту: Бжеги, Бжезьно та Жерники.Того ж року, завдяки зусиллям Зигмунда та його брата Пйотра, сейм прийняв конституцію, яка дозволила створити ординацію з їхніх маєтків, що включала замок і місто Пінчув з прилеглими територіями, а також Хроберж із замком і навколишніми селами.

## Політична діяльність
Уперше Мишковський з'явився на політичній арені 1587 року, коли підписав постанови краківського воєводства на Прошовицькому сеймі. 1588 року він отримав Пйотрківське староство, від якого через кілька років відмовився на користь більш прибуткового Корчинського староства. 1593 року став депутатом Краківського воєводства на сеймі. 1598 року, вже як маркграф, він став каштеляном Войницьким. З 1601 року приєднався до табору регалістів (прибічників королівської корони); 1603 року, завдяки протекції куявського єпископа Яна Тарновського та особистому вибору короля, Мишковський отримав посаду великого маршалка коронного; після смерті примаса Тарновського 1604 року, фактично керував державними справами. Як довірена особа Сигізмунда III Вази, Зигмунт їздив до Риму, до Папи Римського, і до Праги, до імператора Рудольфа II Габсбурга, ведучи таємні переговори про шлюб короля з ерцгерцогинею Констанцією, сестрою покійної дружини Сигізмунда III Анни. Наприкінці 1605 року у Граці Мишковський одружився з ерцгерцогинею замість короля. 7 жовтня 1606 року він підписав угоду в Яновці. Під час Сандомирського повстання належав до табору королівських прихильників, а після поразки повстання виступав за милосердя до його супротивників. 1608 року Маркграф вирушив у подорож, де при іноземних дворах розвінчував чутки, що дискредитували Сигізмунда III Вазу, які поширював повсталий Януш Радзивілл; у Римі він зустрівся з Папою Павлом V, у Парижі був гостем при дворі Генріха IV, а в Лондоні відвідав короля Якова I. Повернувшись на батьківщину 1609 року, Мишковський почав підготовку до збройного походу на Москву; він хотів, щоб у Російській імперії запанувала династія Ваза і щоб вони повернули собі шведський престол.
Мишковський був противником демократії; він виступав за реформування системи в абсолютистському дусі, скасувавши Палату депутатів і обмеживши чисельність Сенату 51 воєводою, духовенством, фронтовими каштелянами і коронними чиновниками. Влада монарха також мала бути посилена економічно через реформування управління королівськими землями та заборону вивозу єпископських аннатів за кордон.

## Сім'я
Відомості про родину не є цілком певними. Вважають, що його дружина — Ельжбета із Зємиць Богушівна, донька завіхостського каштеляна Яна (†1643, похована в Пінчеві 11 січня 1644). Діти:
- Ян (†1621) — ІІ-й ординат, староста корчинський 1615 року
- Фердинанд (†1647) — III-й ординат, староста городоцький 1619 року
- Владислав Мишковський — брацлавський воєвода, староста городоцький, мостиський
- 5 доньок.